# Faradja faradjensis
Faradja faradjensis is een spinnensoort in de taxonomische indeling van de wielwebspinnen (Araneidae).
Het dier behoort tot het geslacht Faradja. De wetenschappelijke naam van de soort werd voor het eerst geldig gepubliceerd in 1930 door Roger de Lessert.